# فردریک هیوز (ورزشکار)
فردریک هیوز (انگلیسی: Frederick Hughes; ۲۲ فوریهٔ ۱۸۶۶ – ۳ نوامبر ۱۹۵۶) قایقران اهل بریتانیا بود.